# Chassalia leptothyrsa
Chassalia leptothyrsa är en måreväxtart som beskrevs av Cornelis Eliza Bertus Bremekamp. Chassalia leptothyrsa ingår i släktet Chassalia och familjen måreväxter. Inga underarter finns listade i Catalogue of Life.